# Розміновування

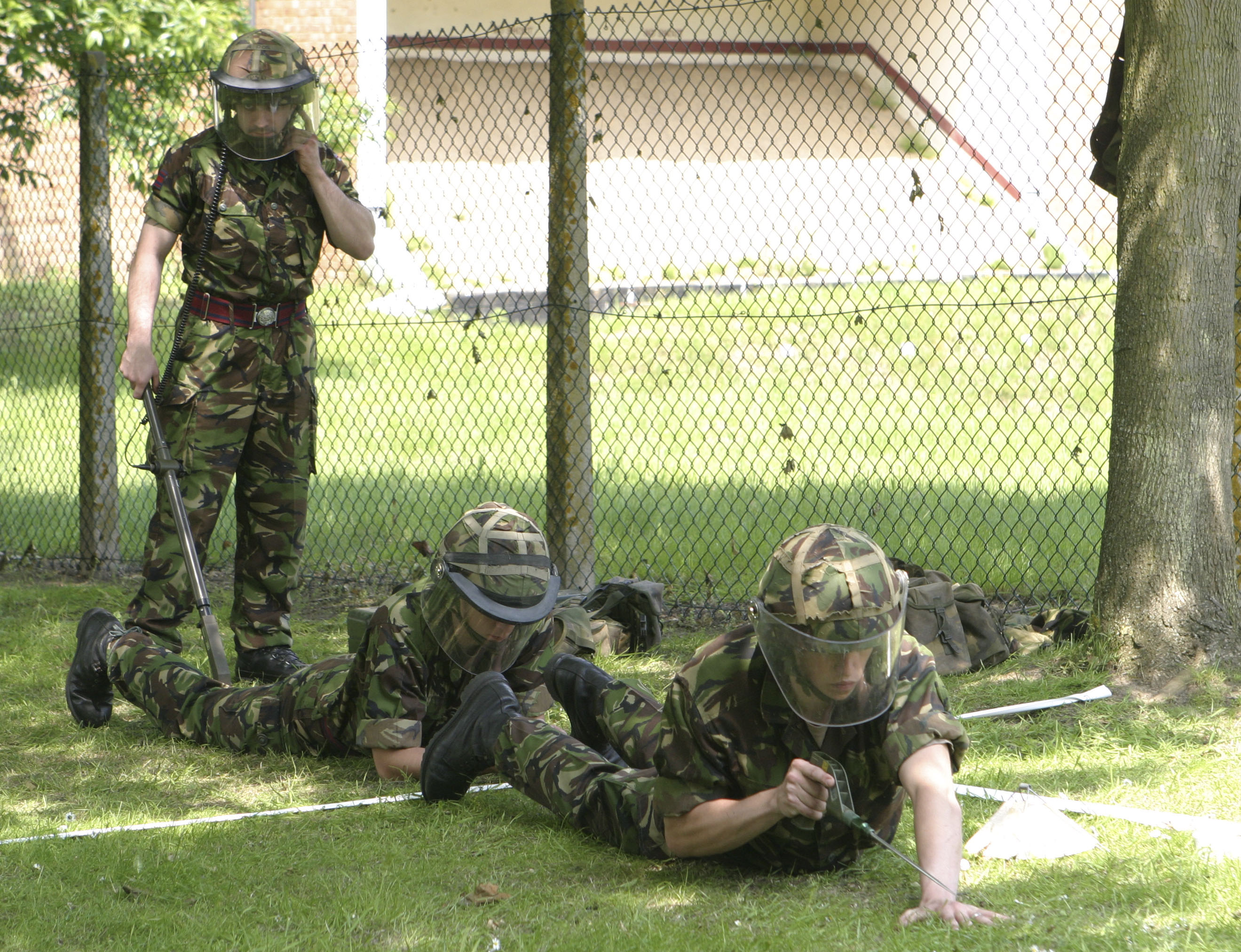
Один з етапів розмінування — пошук мін

Розміновування — процес повного знешкодження та видалення мін, мін-пасток, саморобних вибухових пристроїв, які не розірвалися, вибухових предметів з певного району місцевості з метою забезпечення безпеки цивільного населення. На морі для розмінування часто використовують тральники, а для очищення сухопутної ділянки залучаються інженерні підрозділи, сапери, служба з надзвичайних ситуацій (в складі якої є відповідні підрозділи). Розмінування може проводитися вручну або механічним способом з допомогою спецмашин.

## Гуманітарне розмінування

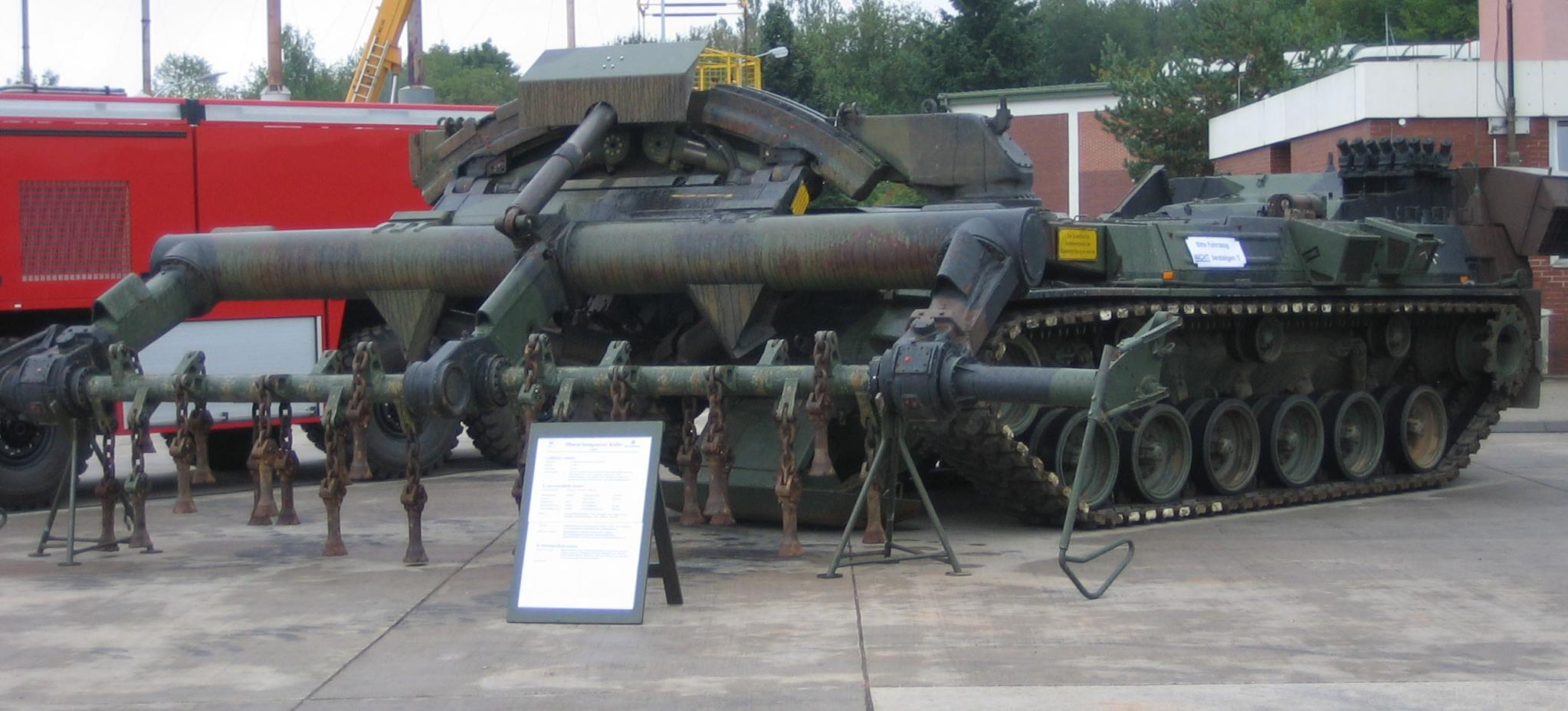
Сучасний німецький танк-тральник Кеілер (самохідний мінний трал), створений на базі середнього танка M48

Гуманітарне розмінування спрямоване на зменшення шкідливого фактору дії вибухових речовин на життєдіяльність людей.

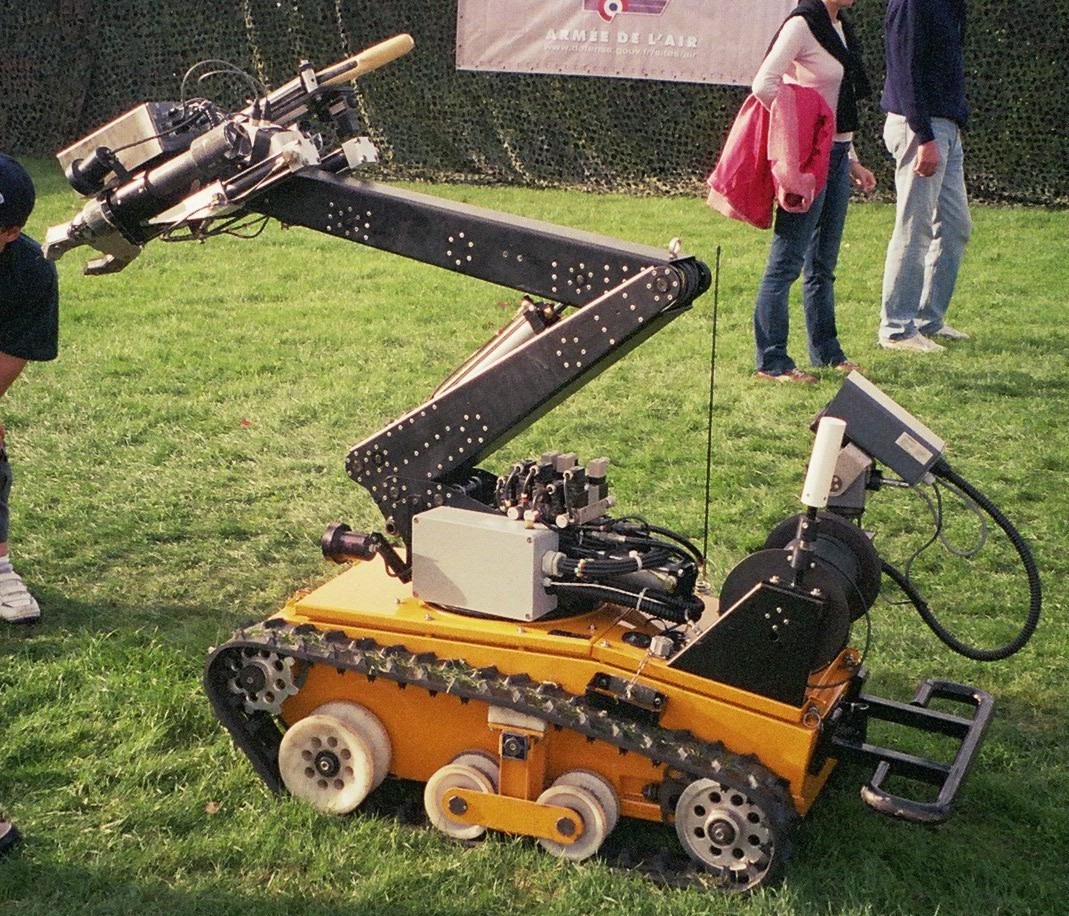
Робот для розмінування

Мета розмінування полягає в тому, щоб знизити мінну небезпеку до рівня, при якому люди можуть жити безпечно; при якому економічний, соціальний і фізіологічний розвиток може здійснюватися безперешкодно, не наражаючись впливу обмежень, що викликаються впливом наземних мін.
Гуманітарне розмінування в Україні здійснює зокрема, Державне підприємство «Укроборонсервіс», яке володіє широкою базою обладнання:
- броньовані машини з протимінним захистом «Дозор-M»;
- броньовані машини з протимінним захистом «Козак (ББМ)»;
- машини швидкого реагування;
- оптичні системи позиціонування TRIMBLE 5600;
- мінні детектори;
- інше обладнання[2].

## Україна

Знак із попередженням про мінну небезпеку в центрі Києва. Серпень 2022 року

Станом на 1 січня 2025 року від початку російського вторгнення в Україну в Україні було знешкоджено 416 877 од. вибухонебезпечних предметів, зокрема тільки протягом 2024 року — понад 137 тис. 
У 2024 році підрозділи Міністерства оборони України розмінували 252 823,23 га територій, що були забруднені вибухонебезпечними предметами, серед яких:
- 232 105,76 га сільськогосподарських угідь;
- 538,64 км автомобільних доріг;
- 163,26 км ліній електропередач;
- 31,6 км залізничних доріг;
- 52,41 км трубопроводів;
- 178,49 га житлових ділянок;
- 37 га акваторій.